# Rezerwat przyrody Jezerské jazero
Rezerwat przyrody Jezerské jazero (słow. Prírodná rezervácia Jezerské jazero) – rezerwat przyrody w Magurze Spiskiej, na Słowacji. Powierzchnia: 2,18 ha z czego na toń wodną przypada 0,67 ha.

## Położenie
Rezerwat leży na terenie katastralnym wsi Jeziersko (powiat Kieżmark). Znajduje się na północ od głównego grzbietu zachodniej części Magury Spiskiej – Rzepiska, na wysokości od 903 m n.p.m. do 933 m n.p.m. Położone jest na terenie otuliny Pienińskiego Parku Narodowego (PIENAP-u).

## Historia
Rezerwat został powołany w 1967 roku.

## Przedmiot ochrony
Przedmiotem ochrony w rezerwacie jest jezioro osuwiskowe Jezierskie Jezioro (słow. Jezerské jazero) oraz jego najbliższe otoczenie.

## Flora
Jezierskie Jezioro otoczone było w przeszłości monokulturą świerkową, obecnie otoczone jest wiatrołomami i odrastającym lasem, świerkowa monokultura została zniszczona przez silne wiatry. Strefę brzegową jeziora porasta typowa roślinność bagienna i wodna z gatunkami takimi jak: przetacznik bobowniczek, przetacznik bobownik czy szczaw lancetowaty.

## Fauna
W Jezierskim Jeziorze rozmnażają się m.in. traszki (traszka górska, traszka karpacka) oraz salamandra plamista.